# آسونتا لگنانته
آسونتا لگنانته (زاده ۱۴ مه ۱۹۷۸) یک پرتاپ‌کن وزنه اهل ماچراتای ایتالیاست که دارای اختلال بینایی است. او یکی از معدود ورزشکارانی است که هم در مسابقات المپیک و هم در مسابقات پارالمپیک شرکت کرده است. وی تا تاریخ فوریه ۲۰۱۳، رکورددار فعلی پرتاب تیراندازی اف۱۱ جهان است. او در بازی‌های پارالمپیک تابستانی ۲۰۲۰ در رشته پرتاب دیسک اف۱۱ زنان و نیز رشته اف۱۲ در پرتاب دیسک زنان شرکت کرد و مدال نقره گرفت.

## آغاز حرفه دو و میدانی
ماجرای لگنانته از سال ۱۹۹۵ در حالی که در مدرسه فراتاماجوری ایتالیا تحصیل می‌کرد، آغاز شد. او که در ابتدا به ورزش والیبال علاقه‌مند بود، به دلیل نبود تیم‌های آینده‌دار والیبال در ناپل، به رشته دو و میدانی روی آورد. استعداد او خیلی زود توسط معلمانش شناسایی شد و معلمان او را به پیوستن به یک باشگاه محلی که در آن می‌توانست به‌طور منظم تمرین کند، سوق دادند.

## مسابقات دو و میدانی بدون معلولیت
لگنانته در سال ۲۰۰۲، در مسابقات قهرمانی دو و میدانی داخل سالن اروپا مدال نقره را به دست آورد و ۵ سال بعد، در مسابقات قهرمانی دو و میدانی داخل سالن اروپا ۲۰۰۷ مدال طلا کسب کرد، در این هنگام او کاپیتان تیم ایتالیا بود. او در مسابقات دو و میدانی قهرمانی اروپا ۲۰۰۶ نفر پنجم شد. او در المپیک تابستانی ۲۰۰۸ پکن شرکت کرد و شرکت در المپیک ۲۰۰۴ را به دلیل فشار داخل چشمی بالا از دست داد.
بهترین پرتاب شخصی او در فضای آزاد ۱۹٫۰۴ متر است که آن را در سپتامبر ۲۰۰۶ در بوستو آرسیزیو به دست آورد. بهترین پرتاب او در داخل سالن ۱۹٫۲۰ متر است که در فوریه ۲۰۰۲ در جنوآ به دست آورد.

## نابینایی و پارالمپیک
لگنانت با بیماری آب‌سیاه مادرزادی در هر دو چشم متولد شد و در سال ۲۰۰۹، به‌طور ناگهانی بینایی چشم راست خود را از دست داد. شبکیه چشم چپ او پس از آن اتفاق بدتر شد. او در مارس ۲۰۱۲ آب‌مروارید را برداشت، اما برای بینایی او بهبودی حاصل نشد. او اکنون حضور نور را با چشم چپ خود حس می‌کند، اما نه چیزی بیشتر.
قهرمان اروپای داخل سالن ۲۰۰۷ امیدش را از دست نداد و حرفه جدیدی را به عنوان یک ورزشکار پارالمپیک آغاز کرد و خود را برای پارالمپیک تابستانی ۲۰۱۲ آماده کرد.
در مسابقات دو و میدانی قهرمانی پارالمپیک ایتالیا در سال ۲۰۱۲ که در تورین برگزار شد، او با پرتاب ۱۳٫۲۷ متر رکورد جدیدی را در فرمول ۱۱ ثبت کرد. در تاریخ ۸ ژوئن همان سال، در یادبود پریمو نبیلیو در تورین، او رکورد جهانی را سه بار به ۱۵٫۲۲ متر ارتقا داد. در پارالمپیک لندن، لگنانته رکورد جهانی خود را با پرتاب ۱۶٫۷۴ متر شکست.
در سال ۲۰۱۴، او با پرتاب ۱۷٫۰۹ در ۲۰ ژوئن و ۱۷٫۳۹ در مسابقات قهرمانی منطقه‌ای در ناپل هشت روز بعد به سطح بین‌المللی بازگشت.

## دستاوردها
| سال                 | مسابقه                          | محل برگزاری          | مقام                | توضیحات             |                     |
| مسابقات دو و میدانی | مسابقات دو و میدانی             | مسابقات دو و میدانی  | مسابقات دو و میدانی | مسابقات دو و میدانی | مسابقات دو و میدانی |
| ------------------- | ------------------------------- | -------------------- | ------------------- | ------------------- | ------------------- |
| ۱۹۹۶                | مسابقات جهانی قهرمانی نوجوانان  | سیدنی، استرلیا       | سیزدهم              | پرتاب وزنه          | ۱۳٫۴۴ متر           |
| ۱۹۹۹                | مسابقات قهرمانی زیر ۲۳ سال      | گوتنبرگ، سوئد        | سوم                 | پرتاب وزنه          | ۱۶٫۵۳ متر           |
| ۲۰۰۱                | بازی‌های مدیترانه ۲۰۰۱           | رادس، تونس           | اول                 | پرتاب وزنه          | ۱۷٫۲۳ متر           |
| ۲۰۰۱                | یونیورسیاد                      | پکن، چین             | یازدهم              | پرتاب وزنه          | ۱۶٫۱۶ متر           |
| ۲۰۰۲                | مسابقات قهرمانی داخل سالن اروپا | وین، اتریش           | دوم                 | پرتاب وزنه          | ۱۸٫۶۰ متر           |
| ۲۰۰۲                | مسابقات قهرمانی اروپا           | مونیخ، آلمان         | هشتم                | پرتاب وزنه          | ۱۸٫۲۳ متر           |
| ۲۰۰۳                | مسابقات جهانی قهرمانی داخل سالن | بیرمنگام، انگلستان   | هشتم                | پرتاب وزنه          | ۱۸٫۲۰ متر           |
| ۲۰۰۳                | مسابقات جهانی دو و میدانی ۲۰۰۳  | پاریس، فرانسه        | هشتم                | پرتاب وزنه          | ۱۸٫۲۸ متر           |
| ۲۰۰۴                | فینال مسابقات دو و میدانی       | مونت کارلو، موناکو   | ششم                 | پرتاب وزنه          | ۱۷٫۲۰ متر           |
| ۲۰۰۵                | مسابقات قهرمانی داخل سالن اروپا | مادرید، اسپانیا      | ششم                 | پرتاب وزنه          | ۱۷٫۷۶ متر           |
| ۲۰۰۵                | مسابقات جهانی دو و میدانی ۲۰۰۵  | هلسینکی، فنلاند      | دوازدهم             | پرتاب وزنه          | ۱۶٫۹۹ متر           |
| ۲۰۰۵                | یونورسیاد                       | ازمیر، ترکیه         | چهارم               | پرتاب وزنه          | ۱۷٫۳۱ متر           |
| ۲۰۰۶                | مسابقات قهرمانی اروپا           | گوتنبرگ، سوئد        | پنجم                | پرتاب وزنه          | ۱۸٫۸۳ متر           |
| ۲۰۰۷                | مسابقات قهرمانی داخل سالن اروپا | بیرمنگام، انگلستان   | اول                 | پرتاب وزنه          | ۱۸٫۹۲ متر           |
| ۲۰۰۹                | بازی‌های مدیترانه‌ای              | پسکارا، ایتالیا      | دوم                 | پرتاب وزنه          | ۱۷٫۴۴ متر           |
| ورزش دو و میدانی    |                                 |                      |                     |                     |                     |
| ۲۰۱۲                | پارالمپیک تابستانی              | لندن، پادشاهی متحده  | اول                 | پرتاب وزنه          | ۱۶٫۷۴ متر           |
| ۲۰۱۲                | پارالمپیک تابستانی              | لندن، پادشاهی متحده  | هشتم                | پرتاب دیسک          | ۳۰٫۸۱ متر           |
| ۲۰۱۶                | پارالمپیک تابستانی              | ریو دو ژانیرو، برزیل | اول                 | پرتاب وزنه          | ۱۵٫۷۴ متر           |
| ۲۰۱۶                | پارالمپیک تابستانی              | ریو دو ژانیرو، برزیل | چهارم               | پرتاب دیسک          | ۳۱٫۵۱ متر           |

## زندگی شخصی
لگنانته خارج از حرفه ورزشی، از آواز خواندن، تماشای فوتبال و فیلم، گوش دادن به موسیقی و کتاب خواندن نیز لذت می‌برد. او که با نام مستعار کانونچینو (توپ کوچک) شناخته می‌شود، به عنوان سخنران عمومی فعال است و به عنوان سفیر پارالمپیک برای کمیته پارالمپیک ایتالیا فعالیت می‌کند.

## افتخارات
فرمانده نشان شایستگی جمهوری ایتالیا - ۵ ژوئن ۲۰۱۳
یقه طلا برای شایستگی ورزشی - قهرمان پارالمپیک ۲۰۱۲ - دو و میدانی - پرتاب تیر - ۱۹ دسامبر ۲۰۱۳
یقه طلا برای شایستگی ورزشی - ۲۰۱۷
یقه طلا برای شایستگی ورزشی - ۲۰۱۹
قهرمان دو و میدانی جهان - پرتاب تیر اف۱۱/اف۱۲ - ۲۲ دسامبر 2023